# Vaterpolski klub Siscia
Vaterpolski klub Siscia je vaterpolski klub iz Siska. Osnovan je 14. travnja 1995. godine. Inicijator osnivanja kluba je bivši vaterpolist Marijan Mihanović koji je bio i prvi trener kluba. Osnivanju je uvelike pomogao Đuro Brodarac koji je dao i konačno odobrenje ovom projektu. Prvi predsjednik kluba bio je Željko Đeverlija.
Prva utakmica Siscije odigrana je u kategoriji mlađih kadeta 1. srpnja 1996. godine na ŠRC Mladost (Zagreb) protiv Medveščaka (rezultat: 3-20).
Prvo prvenstvo RH i službena vaterpolska utakmica na bazenu u Sisku odigrana je u kategoriji kadeta (do 14 god.) 5. – 7. srpnja 1996. godine. Tom su prigodom kadeti Siscije odigrali prvu službenu utakmicu kluba na domaćem plivalištu protiv Mladosti (rezultat: 2-29.)

## Vanjske poveznice
- Sisak Tragedija potresla VK Sisciju, 28. srpnja 2009.